# 75 mm Type 11
Il cannone antiaereo da 75 mm Type 11 (十一年式七糎半野戦高射砲?, Jyūichinen-shiki nana-senti-han Yasen Koshahō) era un cannone antiaereo da 75 mm impiegato dall'Esercito imperiale giapponese dal periodo interbellico al 1940. Il nome era dovuto all'anno di adozione da parte dell'esercito imperiale, l'undicesimo di regno dell'imperatore Taishō, cioè il 1922. Fu il primo cannone antiaereo a entrare in servizio in Giappone, ma venne prodotto in ridotte quantità e nelle unità di prima linea venne soppiantato dal pezzo da 100 mm Type 14 e da quello da 75 mm Type 88 prima dell'inizio della seconda guerra mondiale.

## Storia

### Sviluppo e produzione
Dopo l'esperienza nell'assedio di Tsingtao contro l'embrionale squadriglia da combattimento della Luftstreitkräfte tedesca, lo stato maggiore dell'Esercito imperiale che la nuova minaccia aerea richiedeva delle adeguate contromisure. Questa convinzione venne presto rinforzata dai rapporti degli osservatori militari nipponici sul teatro europeo della prima guerra mondiale.
Il progetto del Type 11 costituiva la sintesi delle migliori caratteristiche di diversi cannoni stranieri, inclusi il britannico QF 3 inch 20 cwt. Il pezzo entrò in produzione nel 1922, tuttavia si rivelò costoso da realizzare e scarso in precisione e gittata. Vennero completate solo 44 unità prima che la produzione venisse interrotta.

### Impiego operativo
Il pezzo trovò un limitato impiego operativo durante l'invasione giapponese della Manciuria, nelle guerre di confine sovietico-giapponesi e nella seconda guerra sino-giapponese. Venne ritirato dal servizio attivo prima dell'inizio della guerra del Pacifico.

## Tecnica
Il Type 11 da 75 mm aveva una canna monoblocco con otturatore a cuneo. La culla era installata su un affusto a piedistallo. La piattaforma di tiro era costituita da cinque gambe, ognuna delle quali dotata di un piede di livellamento a vite, così come la piedistallo centrale. Il proiettile da 6,5 kg raggiungeva una quota utile di 6.650 m.